# Fedra (film 1909)
Fedra è un film del 1909 diretto e interpretato da Oreste Gherardini.

## Trama
Fedra, figlia di Minosse e Pasifae, prega la dea Venere in un piccolo tempio dinnanzi casa sua; in quell'istante passa l'eroe Teseo, il quale rimane folgorato dalla giovane, rapendola. Teseo presenta Fedra al figlio Ippolito, e la bellezza del giovane colpisce la ragazza, al punto di sognarlo la notte. Nel sonno, però, Ippolito la rifiuta con sdegno. La giovane si rivolge a una pitonessa affinché interroghi la dea Venere circa la passione che la tormenta; la sacerdotessa fa apparire la dea, che consegna a Fedra una coppa e scompare.
Nel frattempo Teseo riceve notizia dell'invasione di un esercito nemico e di una rivolta popolare, e parte così per la guerra. Il suo esercito viene sconfitto, e Teseo dato per caduto. Fedra corre da Ippolito per dichiararsi, ma lo trova con l'ancella Aricia; la donna scaccia brutalmente l'ancella e svela il suo amore per il giovane, ma questi la respinge con repulsione e ira, come nel sogno.
A quel punto Fedra giura sugli dei di vendicarsi del disprezzo ricevuto; nella sua stanza depone a terra la coppa donatale da Venere genuflettendosi pregante al suo cospetto. Dalla coppa esce del fumo in cui Fedra scorge la dea che le sporge del veleno, scomparendo. In quell'istante entra Teseo con Ippolito, che viene accusato da Fedra della tentata seduzione; Teseo le crede e scaccia il figlio invocando su di lui l'ira del dio Nettuno.
Ippolito parte sopra una biga trascinata da due cavalli bianchi che corrono all'impazzata, portandolo ad un incidente che lo conduce alla morte. Due pastori lo riconoscono e lo conducono alla reggia; qui Aricia accusa Fedra dell'inganno perpetrato e Teseo si lancia commosso sulla salma del figlio. Approfittando di un momento di confusione, Fedra fugge dalla reggia, e voltandosi trova ancora una volta lo spettro di Venere che le porge la coppa di veleno. Questa volta Fedra beve il veleno e fra gli spasmi cade riversa e muore.

## Produzione e distribuzione
Il film è stato prodotto dalla Società Italiana Cines e distribuito dalla stessa Società Italiana Cines e per il mercato estero dalla Pathé.

## Curiosità
Il soggetto e la sceneggiatura si basano sull'opera teatrale del 1909 di Umberto Bozzini. Infatti proprio con gli stessi attori e nello stesso anno si recitò al Teatro Valle di Roma la sua versione della tragedia. Si può quindi dedurre che tutta la Compagnia di Italia Vitaliani, oltre agli attori citati, prendesse parte anche al film. In particolare Giulia Fortuzzi-Podda nel ruolo della nutrice Enone, Mario Fantini nel ruolo del sacerdote, Paola Pezzaglia nella parte della prima ancella, Zoe Merkel, l'ancella cretese, Ubaldo Pittei, il giovane. Domenico Oliva dedicò 13 pagine del suo libro Il teatro in Italia nel 1909 a questo evento.
Il film è conosciuto con i titoli di Fedra o  Phaedra.